# Самообразование (журнал)
«Самообразова́ние» — журнал, выходивший в Санкт-Петербурге с 1863 по 1866 год.

## История
Первый номер иллюстрированного учёно-литературного журнала «Самообразование» вышел в мае 1863 года. Номера выпускались ежемесячно до 1866 года.
Издавал и редактировал журнал М. Хан.
В журнале помещались статьи общеобразовательного характера (в основном — переводные) по основам астрономии, физики, химии, геологии, географии, зоологии, физиологии и гигиены. В течение 1863 года печаталась серия статей «О племенах земного шара», направленная против расовых предрассудков. Первые два года «Самообразование» имело и беллетристический отдел. В журнале были опубликованы курсы французского и немецкого языков.